# BEX1
BEX1 (англ. Brain expressed X-linked 1) – білок, який кодується однойменним геном, розташованим у людей на X-хромосомі. Довжина поліпептидного ланцюга білка становить 125 амінокислот, а молекулярна маса — 14 860.
| 10         |  | 20         |  | 30         |  | 40         |  | 50         |
| ---------- |  | ---------- |  | ---------- |  | ---------- |  | ---------- |
| MESKEKRAVN |  | SLSMENANQE |  | NEEKEQVANK |  | GEPLALPLDA |  | GEYCVPRGNR |
| RRFRVRQPIL |  | QYRWDMMHRL |  | GEPQARMREE |  | NMERIGEEVR |  | QLMEKLREKQ |
| LSHSLRAVST |  | DPPHHDHHDE |  | FCLMP      |  |            |  |            |

A: Аланін

C: Цистеїн

D: Аспарагінова кислота

E: Глутамінова кислота

F: Фенілаланін

G: Гліцин

H: Гістидин

I: Ізолейцин

K: Лізин

L: Лейцин

M: Метіонін

N: Аспарагін

P: Пролін

Q: Глутамін

R: Аргінін

S: Серин

T: Треонін

V: Валін

W: Триптофан

Кодований геном білок за функціями належить до білків розвитку, фосфопротеїнів. 
Задіяний у таких біологічних процесах, як диференціація клітин, нейрогенез. 
Локалізований у цитоплазмі, ядрі.